# José Mari García
Pour les articles homonymes, voir José María García et García.
 (novembre 2014).
Si vous disposez d'ouvrages ou d'articles de référence ou si vous connaissez des sites web de qualité traitant du thème abordé ici, merci de compléter l'article en donnant les références utiles à sa vérifiabilité et en les liant à la section « Notes et références ».
José Maria García Lafuente, plus connu comme José Mari, né le 10 février 1971 à Logrogne, est un footballeur espagnol.

## Biographie
Formé dans les catégories inférieures de l'Osasuna, il débute en première division le 20 janvier 1991.
Lors du mercato d'hiver de la saison 1994-1995, il est transféré au FC Barcelone pour un montant de 150 millions de pesetas. Avec Barcelone, il dispute 12 matchs de championnat.
En été 1995, il est transféré au Real Betis.
En 1996, il rejoint l'Athletic Bilbao où il reste pendant quatre saisons. Il ne joue avec assiduité que la première saison.
En 2000, il part jouer dans le club de deuxième division du CD Leganés.
En 2001, il rejoint Burgos CF également en deuxième division.
Il joue la saison 2002-2003 avec le Reus Deportiu en Segunda División B. Il souffre une grave blessure lors du stage de pré-saison qui le laisse indisponible pendant six mois. Il met un terme à sa carrière à la fin de la saison.